# Amadeu Amadei Barbiellini
Italiano de nascimento, Amadeu Amadei Barbiellini (1877-1955) mudou-se definitivamente para o Brasil em 1907, trazendo consigo a mulher, Ana Barbiellini, e uma filha. Uma vez aqui estabelecido, teve dez filhos e acabou por naturalizar-se brasileiro.
Barbiellini tornou-se o editor de revistas ligadas à agropecuária, tendo sido o fundador e, durante muitos anos, o editor da Revista Chácaras e Quintais, publicada mensalmente de 1910 a 1969 e dedicada a refletir sobre a realidade rural brasileira e a fornecer apoio técnico e científico ao agricultor por meio da difusão de informações.
Como editor da Revista Chácaras e Quintais, buscou colaboradores em instituições de ensino e pesquisa agropecuária que pudessem dar o embasamento técnico-científico necessário ao projeto de editar regularmente uma publicação capaz de apoiar o homem do campo e pensar a realidade do setor agrícola de forma crítica e propositiva. Com especial interesse pelos pequenos e médios agricultores, ele fez da Revista Chácaras e Quintais um meio de propor um modelo alternativo de desenvolvimento da economia agropecuária nacional.
Sua visão era a de um Brasil capaz de desenvolver o setor agropecuário de forma mais justa e equilibrada. Para tanto, seria necessário fornecer aos pequenos agricultores educação, crédito e capacitação técnica, de modo a fazer da agricultura um meio de diversificar a pauta de produtos do país, de fixar o homem rural no campo e de amenizar, ou mesmo frear e reverter, o peso e as consequências do modelo latifundiário.
Incluindo elementos como a preocupação com o uso sustentável do solo e dos recursos naturais, assim como com o desenvolvimento de combustíveis alternativos, por meio da cana-de-açúcar e da mandioca, em muitos aspectos a visão de Amadeu Barbiellini foi a de um visionário.